# Copelatus oblitus
Copelatus oblitus är en skalbaggsart som beskrevs av Sharp 1882. Copelatus oblitus ingår i släktet Copelatus och familjen dykare. Inga underarter finns listade i Catalogue of Life.